# Les millors intencions
Les millors intencions (títol original: Den goda viljan) és una pel·lícula estrenada el 1992, dirigida per Bille August i escrita per Ingmar Bergman. Ha estat doblada al català.

## Argument
És semiautobiogràfica i explica la història del festeig dels pares de Bergman, Erik i Karin (qui són rebatejats com a Henrik i Anna a la pel·lícula), i els primers anys infeliços del seu matrimoni fins al punt on Anna queda embarassada del seu segon fill. Va guanyar la Palma d'Or al Festival Internacional de Cinema de Canes el 1992.

## Repartiment
- Samuel Fröler - Henrik Bergman
- Pernilla August - Anna Åkerblom Bergman
- Max von Sydow - Johan Åkerblom, pare d'Anna
- Ghita Nørby - Karin Åkerblom, mare d'Anna
- Björn Kjellman - Ernst Åkerblom, germà d'Anna
- Börje Ahlstedt - Carl Åkerblom
- Björn Granath - Oscar Åkerblom
- Gunilla Nyroos - Svea Åkerblom
- Michael Segerström - Gustav Åkerblom
- Eva Gröndahl - Martha Åkerblom
- Mona Malm - Alma Bergman
- Keve Hjelm - Fredrik Bergman
- Margaretha Krook - Blenda Bergman
- Irma Christenson - Ebba Bergman
- Sif Ruud - Beda Bergman
- Lena Endre - Frida Strandbergk's
- Ernst-Hugo Järegård - Professor Sundelius
- Hans Alfredson - Rev. Gransjö
- Anita Björk - Victoria de Baden

### Premis
1992 Festival Internacional de Cinema de Canes
- Palma d'Or per Bille August
- Premi a la interpretació femenina per Pernilla August